# هانس سيما
هانس سيما (بالألمانية: Hans Sima)‏ هو موظف مدني وسياسي نمساوي، ولد في 4 يونيو 1918 في إيطاليا، وتوفي في 7 أكتوبر 2006 في النمسا. حزبياً، نشط في الحزب الديمقراطي الاجتماعي النمساوي. وقد انتخب governor of Carinthia ‏ (1965 – 1974) وانتخب عضو المجلس الاتحادي النمساوي (17 مارس 1953 – 1 يونيو 1956).